# Sven Lundgren (Leichtathlet, 1896)
Sven Emil Lundgren (* 29. September 1896 in Bromma; † 18. Juni 1960 ebenda) war ein schwedischer Mittel- und Langstreckenläufer.

## Leben
Bei den Olympischen Spielen 1920 in Antwerpen wurde er Fünfter über 1500 m und erreichte über 800 m das Halbfinale. Beim Mannschaftsrennen über 3000 m kam er auf den 13. Platz (unter Berücksichtigung der Streichresultate Platz 10) und gewann mit dem schwedischen Team Bronze.
1924 schied er bei den Olympischen Spielen in Paris über 800 m im Halbfinale und im 3000-Meter-Mannschaftsrennen im Vorlauf aus.
Je viermal wurde er nationaler Meister über 800 m (1919–1921, 1923) und über 1500 m (1919–1921, 1924).

## Persönliche Bestzeiten
- 800 m: 1:54,3 min, 21. September 1921, Stockholm
- 1500 m: 3:59,3 min, 1. August 1920, Stockholm